# 170900 Jendrassik
170900 Jendrassik este un asteroid din centura principală de asteroizi.

## Descriere
170900 Jendrassik este un asteroid din centura principală de asteroizi. A fost descoperit pe 11 noiembrie 2004 la Piszkesteto de Krisztián Sárneczky. Asteroidul prezintă o orbită caracterizată de o semiaxă mare de 2,23 ua, o excentricitate de 0,10 și o înclinație de 4,3° în raport cu ecliptica.